# جلیل، جیبوتی
جلیل یک منطقهٔ مسکونی در جیبوتی است که در منطقه علی صبیح واقع شده‌است.

## خصوصیات
جلیل ۵۷۶ نفر جمعیت دارد و ۸۱۳ متر بالاتر از سطح دریا واقع شده‌است.